# Cryptaspasma peratra
Cryptaspasma peratra es una especie de polilla del género Cryptaspasma, categorizada en la tribu Microcorsini, de la subfamilia Olethreutinae.

## Distribución
Se distribuye por Nueva Guinea.

## Taxonomía
Fue descrita por Diakonoff en 1959 y publicada en (Cryptaspasma (Allobrachygonia)), Zool. Verh. Leiden 43: 35.